# Voleur d'amour
Pour plus de détails, voir Fiche technique et Distribution.
Voleur d'amour est un film muet français réalisé par Georges Denola, sorti en 1911.

## Fiche technique
- Titre : Voleur d'amour
- Réalisation : Georges Denola
- Scénario : Georges Docquois, Jean Reibrach
- Photographie :
- Montage :
- Société de production : Société cinématographique des auteurs et gens de lettres (S.C.A.G.L.)
- Société de distribution : Pathé frères
- Pays d'origine :  France
- Langue : français
- Métrage : 220 mètres
- Format : Noir et blanc — 35 mm — 1,33:1 — Muet
- Genre : Film dramatique
- Durée : 7 minutes
- Dates de sortie : 
  -  France : 5 mai 1911

## Distribution
- Paul Capellani : Georges de Rouvre
- Charles Mosnier : Léon de Chéville
- Madeleine Carlier : Madame de Chéville
- Fernand Tauffenberger
- Cécile Barré
- André Brunot
- Faivre